# United Nations Relief and Rehabilitation Administration
A United Nations Relief and Rehabilitation Administration (UNRRA) foi uma agência internacional de ajuda humanitária, amplamente dominada pelos Estados Unidos, mas representando 44 nações. Fundado em 1943, tornou-se parte das Nações Unidas em 1945, e em grande parte encerrou suas operações em 1947. Seu objetivo era "planejar, coordenar, administrar ou providenciar a administração de medidas para o socorro às vítimas da guerra em qualquer área sob o controle de qualquer das Nações Unidas através do fornecimento de alimentos, combustível, roupas, abrigo e outras necessidades básicas, serviços médicos e outros serviços essenciais". Sua equipe de funcionários públicos incluía 12 000 pessoas, com sede em Nova York. O financiamento veio de muitas nações e totalizou US$ 3,7 bilhões, dos quais os Estados Unidos contribuíram com US$ 2,7 bilhões; Grã-Bretanha, US$ 625 milhões; e Canadá, US$ 139 milhões.
A UNRRA cooperou estreitamente com dezenas de organizações de caridade voluntárias, que enviaram centenas de suas próprias agências para trabalhar ao lado da UNRRA. Em operação há apenas quatro anos, a agência distribuiu cerca de US$ 4 bilhões em bens, alimentos, remédios, ferramentas e implementos agrícolas em um momento de grave escassez global e dificuldades de transporte em todo o mundo. As nações receptoras foram especialmente atingidas pela fome, deslocamento e caos político. Ele desempenhou um papel importante em ajudar as pessoas deslocadas a retornar aos seus países de origem na Europa em 1945-46.
Muitas de suas funções foram transferidas para várias agências da ONU, incluindo a Organização Internacional de Refugiados e a Organização Mundial da Saúde. Como um projeto de ajuda americano, mais tarde foi substituído pelo Plano Marshall, que começou a operar em 1948. No entanto, a historiadora Jessica Reinisch mostrou que a UNRRA não deveria figurar apenas como um capítulo na história dos EUA. A singularidade da UNRRA foi que conseguiu reunir parceiros e modelos de ajuda internacional muito diferentes, cada um com sua própria história e antecedentes.